# Kovács László (fotóriporter)
Kovács László (Szentkatolna, 1944. július 16. –) romániai magyar fotóriporter.

## Életútja
A kézdivásárhelyi középiskola elvégzése után Székelyudvarhelyen szerzett tanítói diplomát. Oklándon tanított, majd az Előre (1972–74), utóbb a sepsiszentgyörgyi Cuvîntul Nou fotóriportere. Különböző lapokban megjelenő riportjait maga illusztrálta fényképeivel. A moldvai csángók közti barangolásairól az 1970-es évek elején a Falvak Dolgozó Népe hasábjain közölt rovatot. A romániai magyar írók és irodalmi események művészi megörökítésére törekedve több, mint hetven íróról készített portrét. Fehér-fekete felvételek, színes diapozitívek és kisfilmek idézik Kós Károly, Sáska László, Bartalis János, Lakatos Demeter, Nagy István, Szemlér Ferenc, Salamon László és mások emlékét. Néprajzi fotói és diafelvételei közül kiemelkedő az a sorozat, amelyet erdővidéki fejfákról készített. A szociofotó művelője.